# Karakter (bedømmelse)
 For alternative betydninger, se Karakter. (Se også artikler, som begynder med Karakter)
 Denne artikel omhandler overvejende eller alene danske forhold. Hjælp gerne med at gøre artiklen mere almen.
En karakter er bedømmelse af en præstation. Der findes forskellige skalaer.

## Danske karakterskalaer

### 7-trinsskalaen (12-skalaen)
Denne skala indførtes på gymnasiale uddannelser ved starten af skoleåret 2006/2007 og på universiteterne og i folkeskolen fra den 1. august 2007. Den nye skala er lavet, fordi 13-skalaen blev anklaget for ikke ordentligt at kunne omregnes til den internationale omregningsskala, ECTS-skalaen. I modsætning til 13-skalaen er der ingen "undtagelseskarakter" som 13 var i 13-skalaen, dvs. at hele skalaen vil bruges.
| Karakter | Beskrivelse                               | Forventet andel af beståede | ECTS |
| -------- | ----------------------------------------- | --------------------------- | ---- |
| 12       | Gives for den fremragende præstation      | 10%                         | A    |
| 10       | Gives for den fortrinlige præstation      | 25%                         | B    |
| 7        | Gives for den gode præstation             | 30%                         | C    |
| 4        | Gives for den jævne præstation            | 25%                         | D    |
| 02       | Gives for den tilstrækkelige præstation   | 10%                         | E    |
| 00       | Gives for den utilstrækkelige præstation  | --                          | Fx   |
| -3       | Gives for den helt uacceptable præstation | --                          | F    |

### 13-skalaen
13-skalaen blev indført i folkeskolen og på gymnasiet i 1963, og i 1971 på de videregående uddannelser. Den så således ud:
| Karakter | Beskrivelse                                                              | Forventet andel af alle | 7-trin |
| -------- | ------------------------------------------------------------------------ | ----------------------- | ------ |
| 13       | For den usædvanlig selvstændige og udmærkede præstation                  | 1%                      | 12     |
| 11       | For den udmærkede og selvstændige præstation                             | 5%                      | 12     |
| 10       | For den udmærkede, men noget rutineprægede præstation                    | 10%                     | 10     |
| 9        | For den gode præstation, der ligger lidt over middel                     | 20%                     | 7      |
| 8        | For den middelgode præstation                                            | 27%                     | 7      |
| 7        | For den ret jævne præstation, der ligger lidt under middel               | 20%                     | 4      |
| 6        | For den noget usikre, men nogenlunde tilfredsstillende præstation        | 10%                     | 02     |
| 5        | For den usikre og ikke tilfredsstillende præstation                      | 5%                      | 00     |
| 03       | For den meget usikre, meget mangelfulde og utilfredsstillende præstation | 3%                      | 00     |
| 00       | For den helt uantagelige præstation                                      | 1%                      | -3     |

Normalt blev 00 givet, hvis besvarelsens faglighed var i absolut bund, evt. en helt blank besvarelse, men dog en aflevering (af opgave) eller fremmøde (ved eksamen). Ved en decideret udeblivelse foretoges ikke karakterbedømmelse.
Oprindeligt var der tale om en relativ skala, hvor eleverne skulle måles i forhold til hinanden, men ved indførelsen af de videregående uddannelser besluttede man, at karaktergivningen skulle være absolut, altså måle de studerendes præstationer i forhold til en fast standard. I 1992 indførte man også på de gymnasiale uddannelser den absolutte karaktergivning, og i 2000 blev det også tilfældet i folkeskolen. Selvom 13-skalaen altså skulle være en absolut skala, var der så stor forskel på karakterniveauet generelt (særligt ved sammenligning af elevernes gennemsnit på de forskellige fag på de videregående uddannelser på landets universiteter). Fx var gennemsnittet på helt sammenlignelige fag på Jura ved Aarhus Universitet over 1,5 karakterpoint lavere end de tilsvarende fag på Københavns Universitet.
Et eksempel på omregning af karaktergennemsnit fra 13-skalaen til 7-trinsskalaen kan findes på Danmarks Tekniske Universitets hjemmeside. Mere retvisende omregnstabeller, som anvendes til optagelse på videregående uddannelser fra gymnasiet, fremkommer ved at se på de faktiske karakterfordelinger, og en sådan tabel forefindes på ministeriets hjemmeside. Heraf fremgår det f.eks., at et gennemsnit til studentereksamen på 10,6 efter 13-skalaen svarer til et gennemsnit på 12.0 efter 7-trinsskalaen.

### Udmærket-skalaen
Samtidig med 13-skalaen eksisterede udmærket-skalaen i underskolen (1.-6. klasse). Den anvendes stadig på en række privatskoler på visse klassetrin.
| Fork. | Karakter                 |
| ----- | ------------------------ |
| u     | Udmærket                 |
| m     | Meget tilfredsstillende  |
| t     | Tilfredsstillende        |
| j     | Jævnt tilfredsstillende  |
| mi    | Mindre tilfredsstillende |
| i     | Ikke tilfredsstillende   |

### Ørsteds skala
I perioden 1805-1963 benyttede man i Danmark den såkaldte Ørsteds skala, opkaldt efter H.C. Ørsted. Ørsted var dog ikke skaberen af selve skalaen, men det var ham, der senere knyttede talværdier til skalaen. I den oprindelige version så den sådan ud:
- Ug = "udmærket godt"
- Mg = "meget godt"
- G = "godt"
- Tg = "temmelig godt"
- Mdl = "mådeligt"
- Slet

Ved en revision i 1845 tildelte man hver af karaktererne en talværdi efter et system udarbejdet af Ørsted i 1833 og definerede Tg, Mdl og Slet som dumpet. Det gjorde det nu muligt at udregne et karaktergennemsnit. Skalaen så herefter sådan ud:
- Ug (8)
- Mg (7)
- G (5)
- Tg (1)
- Mdl (-7)
- Slet (-23)

Disse talværdier fremkommer ved, at forskellen mellem to karakterer bliver fordoblet, jo længere man går ned i skalaen. Det blev valgt at sætte springet mellem ug og mg til 1, og idet det vælges, at ug = 8, bliver de øvrige karakterer som følger: mg = 7, g = 5, tg = 1, mdl = -7 og slet = -23.
I 1871 blev skalaen udvidet ved tiføjelse af + og – til karaktererne. G- og nedefter var nu dumpet:
- Ug (8)
- Ug- (7 2/3)
- Mg+ (7 1/3)
- Mg (7)
- Mg- (6 1/3)
- G+ (5 2/3)
- G (5)
- G- (3 2/3)
- Tg+ (2 1/3)
- Tg (1)
- Tg- (-1 2/3)
- Mdl+ (-4 1/3)
- Mdl (-7)
- Mdl- (-12 1/3)
- Slet+ (-17 2/3)
- Slet (-23)

Næste ændring skete i 1903, hvor man i en kort periode frem til 1919 kørte efter en relativt simpel karakterskala med heltalsværdier (skalaen blev justeret i 1911). Herefter vendte man tilbage til Ørsteds skala, der i 1943 fik fjernet karaktererne Mdl- og Slet+. Samtidig blev alle talværdierne hævet med 7. Der anvendtes i 1950'erne også en talskala, der havde 6 som Ug, 5 som Mg, etc. og som var suppleret med + eller -.
- Ug (15)
- Ug- (14 2/3)
- Mg+ (14 1/3)
- Mg (14)
- Mg- (13 1/3)
- G+ (12 2/3)
- G (12)
- G- (10 2/3)
- Tg+ (9 1/3)
- Tg (8)
- Tg- (5 1/3)
- Mdl+ (2 2/3)
- Mdl (0)
- Slet (-16)

### Før Ørsteds skala
Fra 1788 benyttede man en skala med følgende karakterer:
- Laudabilis præ ceteris (udmærkelse)
- Laudabilis (laud) – (rosværdig)
- Haud illaudabilis (haud) – (ikke urosværdig)
- Non contemnendus – (ikke at foragte)
- 0

Betegnelserne i parentes er ofte benyttet i ældre tekster. 0 var dumpekarakter, og der var begrænsninger på, hvor mange gange karakteren "Non contemnendus" måtte optræde i en samlet eksamen.
På Københavns Universitet vedblev man længe med at bruge skalaen. I 1870 blev det dog besluttet, at magisterkonferens for fremtiden kun skulle bedømmes som bestået (admissus).

### Ønske om ny karakterskala
I 2023 har SF fremsat forslag i Folketinget om at indkalde til forhandlinger om en ændring af karakterskalaen, da et bredt flertal blandt Folketingets partier i 2022 udtrykte ønske om at ændre den.

## Udenlandske karakterskalaer
Med talskalaer, der kan gå begge veje, er det vigtig at gøre sig forskellene klart.

### Tyskland
Tyskland har flere forskellige karaktersystemer.
- I klasserne op til gymnasiet har de de naturlige tal 1 til 6. Bagved alle tallene kan der stå et +,- eller ingenting. 1+ er den bedste karakter og 6 er den dårligste karakter. Alt i alt er der altså 16 karakterer i det system. Alt dårligere end et firetal (altså 4-, 5+, 5, 5- og 6) er dumpet.
- På gymnasiet har de den samme skala, dog skriver man det hele som point i stedet for. 15 point er det højeste. Alt under 5 point er dumpet. 0 er den dårligste karakter.
- På videregående uddannelser har man karaktererne 1.0, 1.3, 1.7 ... 4.0 som alle er bestået. Hvis man ikke har bestået, så får man et 5.0. Forskellen til de to tidligere karakterskalaer (som var identiske) har man her valgt at samle alle dumpekarakterer under et tal.

### Østrig
Karakterer: 1, 2, 3, 4, 5. Bedste karakter er 1 og dårligste 5. Midt: 3 (tilfredsstillende).

### Schweiz
Karakterer: 6, 5, 4, 3, 2, 1. Bedste karakter er 6 og dårligste 1. Midt: 4 (tilfredsstillende).

### Bulgarien
Karakterer: 6, 5, 4, 3, 2, 1. Bedste karakter er 6 og dårligste 1. Midt: 4 (tilfredsstillende).

### Estland
Karakterer: 5, 4, 3, 2, 1. Bedste karakter er 5 og dårligste 1. Midt: 3 (tilfredsstillende).